# Georgij Beregovoj
 Der er for få eller ingen kildehenvisninger i denne artikel, hvilket er et problem. Du kan hjælpe ved at angive troværdige kilder til de påstande, som fremføres i artiklen.

Georgij Timofejevitj Beregovoj (russisk: Георгий Тимофеевич Береговой 15. april 1921 Fedorovka, Poltava Oblast i Ukraine – 30. juni 1995) var en sovjetisk kosmonaut, der fløj en enkelt mission i rummet, Sojus 3.
Han startede i det sovjetiske luftvåben i 1941 og blev hurtigt tilknyttet en deling, der fløj jordangrebsmissioner med Iljusjin Il-2 Sjturmovik-flyet. Han fløj omkring 185 kampmissioner i løbet af anden verdenskrig og steg hurtigt i graderne. Ved slutningen af krigen var han kaptajn og eskadrilleleder og blev tildelt titlen Sovjetunionens helt, der var den højeste anerkendelse man kunne opnå.
Efter krigen blev Beregovoj testpilot og i de følgende seksten år testfløj han omkring 60 forskellige fly og blev forfremmet til oberst og stillingen som næstkommanderende for luftvåbnets testflyvningsafdeling. I 1962 søgte han, og blev optaget til, kosmonautuddannelsen.
Beregovojs flyvning i Sojus 3 var ikke succesfuld og han blev aldrig valgt til at flyve flere missioner i rummet. I 1969 overlevede han et attentatforsøg mod Leonid Bresjnev, der blev udført af officeren Viktor Iljin. Beregovoj fik senere en stilling ved kosmonauttræningskomplekset og i 1972 blev han leder af stedet.
Efter at være blevet pensioneret blev Beregovoj medlem af det sovjetiske parlament, hvor han repræsenterede Donbasregionen i Ukraine, der var stedet hvor han var vokset op. Det siges at han på dette tidspunkt hjalp en ung Viktor Janukovitj, der på dette tidspunkt var en kriminel, med at starte et nyt liv. Janukovitj blev i 2000 præsident for Ukraine.
Beregovoj døde i 1995 af naturlige årsager og er begravet på Novodevitje kirkegården i Moskva.
Georgij Beregovoj modtog Leninordenen to gange, Røde Fane-ordenen to gange, Alexander Nevskijordnen, Bogdan   Khmelnitskijordnen(3. klasse), fædrelandskrigsordnen(1. klasse), den røde stjernes orden to gange og adskillige medeljer. 